# Luis Pérez-Sala
Luis Pérez-Sala Valls-Taberner (Barcelona, 1959. május 15.) spanyol autóversenyző.

## Pályafutása
1986-ban és 1987-ben a nemzetközi Formula–3000-es sorozat futamain indult. A 87-es szezont Stefano Modena mögött a második helyen zárta.
1988-ban és 1989-ben a Minardi-istálló versenyzője volt a Formula–1-es világbajnokságon. Több futamra nem tudta magát kvalifikálni ebben az időszakban. Egy alkalommal végzett pontszerzőként. Luis az 1989-es brit nagydíjon hatodik lett, amivel egy világbajnoki pontot szerzett.
1990 és 2008 között több különböző túraautó-bajnokságban versenyzett.

## Eredményei

### Teljes Formula–1-es eredménylistája
(Táblázat értelmezése)

(Félkövér: pole-pozícióból indult; dőlt: leggyorsabb kört futott) 

| Év   | Csapat            | Modell        | Motor       | 1      | 2      | 3      | 4      | 5      | 6      | 7      | 8      | 9      | 10     | 11     | 12     | 13     | 14     | 15     | 16     | Helyezés | Pont |
| 1988 | Lois Minardi Team | Minardi M188  | Cosworth V8 | BRA Ki | SMR 11 | MON Ki | MEX 11 | CAN 13 | DET Ki | FRA Hn | GBR Ki | GER Nk | HUN 10 | BEL Nk | ITA Ki | POR 8  | ESP 12 | JPN 15 | AUS Ki | -        | 0    |
| 1989 | Lois Minardi Team | Minardi M188B | Cosworth V8 | BRA Ki | SMR Ki | MON Ki |        |        |        |        |        |        |        |        |        |        |        |        |        | 28.      | 1    |
| 1989 | Lois Minardi Team | Minardi M189  | Cosworth V8 |        |        |        | MEX Nk | USA Ki | CAN Ki | FRA Nk | GBR 6  | GER Nk | HUN Ki | BEL 15 | ITA 8  | POR 12 | ESP Ki | JPN Ki | AUS Nk | 28.      | 1    |

## Külső hivatkozások
- Profilja a grandprix.com honlapon (angolul)
- Profilja a statsf1.com honlapon (angolul)
- Profilja a driverdatabase.com honlapon (angolul)